# 御蔭通
御蔭通是位於日本京都府京都市左京區內的東西向的道路。東始於志賀越道，西終於和下鴨神社西南方下鴨本通、下鴨中通的交叉路口。是夾於今出川通和北大路通之間中等程度的幹道，也有京都市營巴士在此運行。
被稱作山中越的志賀越道在經過御蔭通之後往西南方成了單行道的狹窄道路，因此御蔭通身任從白川通、東大路通進入志賀越道的入口。交叉口名稱為北白川仕伏町。經過和白川通的交叉口（北白川別當）至京都大學北部校區（操場、農學部實驗農場）之間，為大學教授等多人居住的住宅區。之後再穿過和東大路通的交叉口（田中里之前）、叡山電鐵的平交道、上御蔭橋橫渡高野川、將賀茂御祖神社（下鴨神社）南方的糺之森一分為二。

## 交叉道路等
- 沒有特別標記交叉道路的為市道。

| 交叉道路 北←<御蔭通>→南               | 交叉道路 北←<御蔭通>→南             | 交叉地點        | 路線編號 |                      |
| ------------------------------------- | ----------------------------------- | --------------- | -------- | -------------------- |
| 府道30號下鴨大津線 <山中越］ 大津方面 | ［志賀越道>                         | 北白川仕伏町    |          | 東 ↑ ∧ 御蔭通 ∨ ↓ 西 |
| 府道30號下鴨大津線 <山中越］ 大津方面 | ［志賀越道>                         | 北白川仕伏町    | 府道30號 | 東 ↑ ∧ 御蔭通 ∨ ↓ 西 |
| 市道182號蹴上高野線 <白川通>          | 市道182號蹴上高野線 <白川通>        | 北白川別当      |          | 東 ↑ ∧ 御蔭通 ∨ ↓ 西 |
| <北白川疏水通>                        |                                     |                 |          | 東 ↑ ∧ 御蔭通 ∨ ↓ 西 |
| <高原通］                             | -                                   |                 |          | 東 ↑ ∧ 御蔭通 ∨ ↓ 西 |
| 市道181號京都環状線 <東大路通>        | 市道181號京都環状線 <東大路通>      | 田中里之前      |          | 東 ↑ ∧ 御蔭通 ∨ ↓ 西 |
| <鞠小路通>                            |                                     |                 |          | 東 ↑ ∧ 御蔭通 ∨ ↓ 西 |
| 叡山電鐵叡山本線                      | <一乗寺通>                          | 出町柳4號平交道 |          | 東 ↑ ∧ 御蔭通 ∨ ↓ 西 |
| <一乗寺通>                            | 叡山電鐵叡山本線                    | 出町柳4號平交道 |          | 東 ↑ ∧ 御蔭通 ∨ ↓ 西 |
| <川端通>                              |                                     |                 |          | 東 ↑ ∧ 御蔭通 ∨ ↓ 西 |
| 高野川                                | 高野川                              | 御蔭橋          |          | 東 ↑ ∧ 御蔭通 ∨ ↓ 西 |
| <下鴨東通>                            |                                     |                 |          | 東 ↑ ∧ 御蔭通 ∨ ↓ 西 |
| 泉川                                  | 泉川                                | 御蔭小橋        |          | 東 ↑ ∧ 御蔭通 ∨ ↓ 西 |
| 府道32號下鴨京都停車場線 <下鴨本通>   | 府道32號下鴨京都停車場線 <下鴨本通> |                 |          | 東 ↑ ∧ 御蔭通 ∨ ↓ 西 |
| <下鴨中通］                           | 府道32號下鴨京都停車場線 <下鴨本通> |                 |          | 東 ↑ ∧ 御蔭通 ∨ ↓ 西 |

## 沿路主要設施
- 日本浸信會醫院 志賀越道的西北方
- 京都大學北部校區（操場、農學部實驗農場）
- 叡山電鐵叡山本線 - 元田中車站 沿東大路通向北
- 京都府警察 下鴨警察署 沿川端通向南
- 賀茂御祖神社（下鴨神社）

## 註解
1. 日本的道路名稱一般以「通り」作為結尾，但在京都市則只有「通」。雖然在路標上是例外採用「通り」的寫法，但在印刷資料上則極為罕見。參閱京都通り名（日語）

| 京都市內的東西向道路 | 京都市內的東西向道路     | 京都市內的東西向道路 |
| -------------------- | ------------------------ | -------------------- |
| 西至： 下鴨本通      | 北側相鄰道路：東鞍馬口通 | 東至： 志賀越道      |
| 西至： 下鴨本通      | 御蔭通                   | 東至： 志賀越道      |
| 西至： 下鴨本通      | 南側相鄰道路：今出川通   | 東至： 志賀越道      |